# Девушка-джигит
«Де́вушка-джиги́т» — советский комедийный музыкальный художественный фильм, снятый режиссёром Павлом Боголюбовым в 1955 году на Алма-Атинской киностудии — первая казахская цветная кинокомедия.
Премьера картины состоялась 27 июня 1955 года в Москве. Один из лидеров кинопроката СССР 1955 года: 14-е место в прокате, 27 850 000 зрителей.

## Сюжет
Айдар и Галия давно влюблены друг в друга. Айдар работает коневодом, а Галия — старшей табунщицей на колхозном конезаводе. Однажды, из-за случайного недоразумения, молодые ссорятся. Этим пытается воспользоваться Ангарбай, заведующий магазином, который тоже влюблён в Галию.

## В ролях
- Лидия Ашрапова — Галия Эрденова
- Кененбай Кожабеков — Айдар
- Мулюк Суртубаев — Ангарбай, заведующий магазином
- Варвара Сошальская — Марьяна
- Анатолий Алексеев — Тарас Остапович Пятихатка, директор конезавода
- Сабира Майканова — Гюльбарша, мать Айдара
- Абен Мухамедьяров — Дощан, председатель колхоза, отец Айдара
- Канабек Байсеитов — Журка, и. о. управляющего трестом (озвучил Виталий Полицеймако)
- Игорь Боголюбов — Василёк
- Сайфулла Тельгараев — Мурат (озвучил Георгий Вицин)
- Константин Старостин — Игнат
- Бикен Римова — Баршагуль
- Амина Умурзакова — эпизодическая роль
- Д. Таялиева — Гюльнар
- Тамара Думная — Тамара
- Сералы Кожамкулов — Еркебай
- Мухтар Бахтыгереев — табунщик
- Рахия Койчубаева — секретарша

## Дополнительные факты
- Фильм «Девушка-джигит» являлся дебютом в кино актрисы Лидии Ашраповой.